# It's All Right Here
«It's All Right Here» es el primer sencillo del tercer soundtrack de Miley Cyrus como su alter ego Hannah Montana, Hannah Montana 3. Fue lanzado el 7 de noviembre de 2008 en conjunto con la premier de la tercera temporada de la serie Hannah Montana en Disney Channel de Estados Unidos.

## Desarrollo
De acuerdo con Disney Family la canción es básicamente acerca de la diversión:  Check out the scenary, we won the lottery, Hannah le insta a un amigo a pegar a su alrededor y disfrutar de la vida buena -y los tiempo divertidos. La canción originalmente iba a ser lanzada en Hannah Montana: The Movie, esto había sido confirmado por el video musical que hizo su estreno en Disney Channel, pero la bajaron de la lista de canciones por razones desconocidas.

## Promoción
La canción ha recibido un significante airplay en Radio Disney, y fue nominada para Mejor Canción del 2008 en la página web oficial de Radio Disney. También se usó para comerciales de Disney Channel Nuevo en noviembre. It's All Right Here fue cantada en vivo por Cyrus como Hannah Montana en un concierto ficticio en Irvine, California el 10 de octubre de 2008, y de este salió un video musical puesto al aire en Disney Channel. La canción fue usada para un episodio de Hannah Montana, "Super(sticious) Girl".

## Recepción Crítica
Disney Channel Family dio una review para la canción. Ellos también notaron que la canción "suena a una Hannah crecida sólo un poco". Allmusic habló negativamente de la canción, declarando: "la máquina Hannah Montana ha bombeado rápidamente fuera de música donde no ha salido mucha personalidad" y "se parece a un cortador de galletas". About.com dice "la referencia musical que inmediatamente se viene a la cabeza es Shania Twain (escuchando It's All Right Here), especialmente con el sonido vibrante y voz de cáscara de Cyrus".

## Video musical
Un video para "It's All Right Here" hizo su premier el 7 de noviembre de 2008. El video fue tomado de un concierto grabado que tuvo lugar el 10 de octubre de 2008 en Irvine, California. En el video Miley Cyrus (como Hannah) realiza la canción en vivo para un público eufórico. El video aparece como bonus del CD de Hannah Montana 3 y además es incluido en el deluxe edition de iTunes.

## Curiosidad
La Canción es usada en el Crossover Wizards on Deck with Hannah Montana (Hechiceros a Bordo con Hannah Montana y cuando la va a cantar ante un público en Hawái según la trama, se aprecia que el video es el del concierto que tuvo lugar el 10 de octubre de 2008 en Irvine, California, Antes Mencionado.

## Lista de canciones
1. "It's All Right Here" (Album Version) - 3:49
2. "It's All Right Here" (Live Video Version) - 3:49

## Posiciones
La canción debutó en el Bubbling Under Hot 100 Singles Chart, una extensión del Billboard Hot 100 en Estados Unidos en el número 24 (Hot 100 - 124) y la cayó de la lista a la semana siguiente.

### Listas
| Listas (2009)                                 | Posición |
| --------------------------------------------- | -------- |
| U.S. Billboard Bubbling Under Hot 100 Singles | 24       |

## Fechas de lanzamiento
| País           | Fecha                  | Discográfica        | Formatos         |
| -------------- | ---------------------- | ------------------- | ---------------- |
| Estados Unidos | 7 de noviembre de 2008 | Walt Disney Records | Radio Disney     |
| Estados Unidos | 7 de junio de 2009     | Walt Disney Records | Descarga Digital |